# Episodi di Bob's Burgers (decima stagione)
La decima stagione della serie televisiva Bob's Burgers, composta da 22 episodi, è stata trasmessa negli Stati Uniti, da Fox, dal 29 settembre 2019 al 17 maggio 2020.
In Italia è stata pubblicata su Disney+ il 2 febbraio 2022.
È stata l'ultima stagione nella quale Roberto Stocchi ha doppiato Bob Belcher nei primi undici episodi, per poi essere sostituito da Mino Caprio dal dodicesimo episodio e nelle stagioni seguenti.
| nº | Codice di produzione | Titolo originale                       | Titolo italiano                 | Prima TV USA      | Prima TV Italia |
| -- | -------------------- | -------------------------------------- | ------------------------------- | ----------------- | --------------- |
| 1  | 9ASA01               | The Ring (But Not Scary)               | The Ring: il remake             | 29 settembre 2019 | 2 febbraio 2022 |
| 2  | 9ASA02               | Boys Just Wanna Have Fungus            | A caccia di funghi              | 6 ottobre 2019    | 2 febbraio 2022 |
| 3  | 9ASA03               | Motor, She Boat                        | Finché la barca va...           | 13 ottobre 2019   | 2 febbraio 2022 |
| 4  | 9ASA04               | Pig Trouble in Little Tina             | Tina porcellina                 | 20 ottobre 2019   | 2 febbraio 2022 |
| 5  | 9ASA05               | Legends of the Mall                    | L'epopea del centro commerciale | 3 novembre 2019   | 2 febbraio 2022 |
| 6  | 9ASA06               | The Hawkening: Look Who's Hawking Now! | La proiezione                   | 10 novembre 2019  | 2 febbraio 2022 |
| 7  | 9ASA08               | Land of the Loft                       | Land of the Loft                | 17 novembre 2019  | 2 febbraio 2022 |
| 8  | 9ASA07               | Now We're Not Cooking with Gas         | Cotture alternative             | 24 novembre 2019  | 2 febbraio 2022 |
| 9  | 9ASA10               | All That Gene                          | Il "Gene" teatrale              | 1º dicembre 2019  | 2 febbraio 2022 |
| 10 | 9ASA09               | Have Yourself a Maily Linda Christmas  | La posta di Natale              | 15 dicembre 2019  | 2 febbraio 2022 |
| 11 | 9ASA11               | Drumforgiven                           | A suon di musica                | 12 gennaio 2020   | 2 febbraio 2022 |
| 12 | 9ASA12               | A Fish Called Tina                     | Tina la tutor                   | 16 febbraio 2020  | 2 febbraio 2022 |
| 13 | 9ASA13               | Three Girls and a Little Wharfy        | Tre bimbe e il piccolo Wharfy   | 23 febbraio 2020  | 2 febbraio 2022 |
| 14 | 9ASA14               | Wag the Song                           | L'inno della scuola             | 1º marzo 2020     | 2 febbraio 2022 |
| 15 | 9ASA16               | Yurty Rotten Scoundrels                | L'artista incompresa            | 8 marzo 2020      | 2 febbraio 2022 |
| 16 | 9ASA15               | Flat-Top O' the Morning to Ya          | La festa di san Patrizio        | 15 marzo 2020     | 2 febbraio 2022 |
| 17 | 9ASA17               | Just the Trip                          | On the road                     | 22 marzo 2020     | 2 febbraio 2022 |
| 18 | 9ASA18               | Tappy Tappy Tappy Tap Tap Tap          | A ritmo di tip tap              | 19 aprile 2020    | 2 febbraio 2022 |
| 19 | 9ASA19               | The Handyman Can                       | Il tuttofare                    | 26 aprile 2020    | 2 febbraio 2022 |
| 20 | 9ASA20               | Poops!... I Didn't Do It Again         | Sguardi indiscrementi           | 3 maggio 2020     | 2 febbraio 2022 |
| 21 | 9ASA21               | Local She-ro                           | L'eroina locale                 | 10 maggio 2020    | 2 febbraio 2022 |
| 22 | 9ASA22               | Prank You for Being a Friend           | Amici di impicci                | 17 maggio 2020    | 2 febbraio 2022 |

## The Ring: il remake
- Titolo originale: The Ring (But Not Scary)
- Diretto da: Mario D'Anna
- Scritto da: Lizzie Molyneux e Wendy Molyneux

### Trama
- Ascolti USA: telespettatori 1.820.000 – rating/share 18-49 anni.[1]

## A caccia di funghi
- Titolo originale: Boys Just Wanna Have Fungus
- Diretto da: Ryan Mattos
- Scritto da: Dan Fybel

### Trama
- Ascolti USA: telespettatori 2.340.000 – rating/share 18-49 anni.[2]

## Finché la barca va...
- Titolo originale: Motor, She Boat
- Diretto da: Tom Riggin
- Scritto da: Holly Schlesinger

### Trama
- Ascolti USA: telespettatori 1.640.000 – rating/share 18-49 anni.[3]

## Tina porcellina
- Titolo originale: Pig Trouble in Little Tina
- Diretto da: Chris Song
- Scritto da: Nora Smith

### Trama
- Ascolti USA: telespettatori 2.450.000 – rating/share 18-49 anni.[4]

## L'epopea del centro commerciale
- Titolo originale: Legends of the Mall
- Diretto da: Matthew Long
- Scritto da: Greg Thompson

### Trama
- Ascolti USA: telespettatori 1.510.000 – rating/share 18-49 anni.[5]

## La proiezione
- Titolo originale: The Hawkening: Look Who's Hawking Now!
- Diretto da: Mario D'Anna
- Scritto da: Rich Rinaldi

### Trama
- Ascolti USA: telespettatori 2.060.000 – rating/share 18-49 anni.[6]

## Land of the Loft
- Titolo originale: Land of the Loft
- Diretto da: Tom Riggin
- Scritto da: Steven Davis

### Trama
- Ascolti USA: telespettatori 1.880.000 – rating/share 18-49 anni.[7]

## Now We're Not Cooking with Gas
- Titolo originale: Now We're Not Cooking with Gas
- Diretto da: Ryan Mattos
- Scritto da: Katie Crown

### Trama
- Ascolti USA: telespettatori 2.290.000 – rating/share 18-49 anni.[8]

## All That Gene
- Titolo originale: All That Gene
- Diretto da: Mathew Long
- Scritto da: Kelvin Yu

### Trama
- Ascolti USA: telespettatori 1.600.000 – rating/share 18-49 anni.[9]

## Have Yourself a Maily Linda Christmas
- Titolo originale: Have Yourself a Maily Linda Christmas
- Diretto da: Chris Song
- Scritto da: Scott Jacobson

### Trama
- Ascolti USA: telespettatori 2.410.000 – rating/share 18-49 anni.[10]

## Drumforgiven
- Titolo originale: Drumforgiven
- Diretto da: Mario D'Anna
- Scritto da: Jon Schroeder

### Trama
- Ascolti USA: telespettatori 5.760.000 – rating/share 18-49 anni.[11]

## A Fish Called Tina
- Titolo originale: A Fish Called Tina
- Diretto da: Ryan Mattos
- Scritto da: Dan Fybel

### Trama
- Ascolti USA: telespettatori 1.510.000 – rating/share 18-49 anni.[12]

## Three Girls and a Little Wharfy
- Titolo originale: Three Girls and a Little Wharfy
- Diretto da: Tom Riggin
- Scritto da: Holly Schlesinger

### Trama
- Ascolti USA: telespettatori 1.580.000 – rating/share 18-49 anni.[13]

## Wag the Song
- Titolo originale: Wag the Song
- Diretto da: Chris Song
- Scritto da: Greg Thompson

### Trama
- Ascolti USA: telespettatori 1.430.000 – rating/share 18-49 anni.[14]

## Yurty Rotten Scoundrels
- Titolo originale: Yurty Rotten Scoundrels
- Diretto da: Tom Riggin
- Scritto da: Katie Crown

### Trama
- Ascolti USA: telespettatori 1.280.000 – rating/share 18-49 anni.[15]

## Flat-Top O' the Morning to Ya
- Titolo originale: Flat-Top O' the Morning to Ya
- Diretto da: Ryan Mattos
- Scritto da: Rich Rinaldi

### Trama
- Ascolti USA: telespettatori 1.440.000 – rating/share 18-49 anni.[16]

## Just the Trip
- Titolo originale: Just the Trip
- Diretto da: Chris Song
- Scritto da: Lizzie Molyneux e Wendy Molyneux

### Trama
- Ascolti USA: telespettatori 1.310.000 – rating/share 18-49 anni.[17]

## Tappy Tappy Tappy Tap Tap Tap
- Titolo originale: Tappy Tappy Tappy Tap Tap Tap
- Diretto da: Ryan Mattos
- Scritto da: Jon Schroeder

### Trama
- Ascolti USA: telespettatori 1.360.000 – rating/share 18-49 anni.[18]

## The Handyman Can
- Titolo originale: The Handyman Can
- Diretto da: Tom Riggin
- Scritto da: Kelvin Yu

### Trama
- Ascolti USA: telespettatori 1.290.000 – rating/share 18-49 anni.[19]

## Poops!... I Didn't Do It Again
- Titolo originale: Poops!... I Didn't Do It Again
- Diretto da: Chris Song
- Scritto da: Steven Davis

### Trama
- Ascolti USA: telespettatori 1.170.000 – rating/share 18-49 anni.[20]

## Local She-ro
- Titolo originale: 'Local She-ro
- Diretto da: Ryan Mattos
- Scritto da: Scott Jacobson

### Trama
- Ascolti USA: telespettatori 1.040.000 – rating/share 18-49 anni.[21]

## Prank You for Being a Friend
- Titolo originale: Prank You for Being a Friend
- Diretto da: Tom Riggin
- Scritto da: Katie Crown

### Trama
- Ascolti USA: telespettatori 1.280.000 – rating/share 18-49 anni.[22]